# Венчик Милосердию Божию

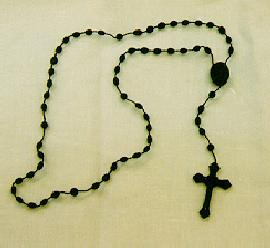
Чётки розария, используемые для чтения венчика

Венчик Милосердию Божию — наиболее распространённая разновидность венчика, католической молитвы (речь идёт о коротком цикле молитв) на чётках-розарии.
Венчик Милосердию Божию связан с именем святой Фаустины Ковальской, канонизированной Католической церковью в 2000 году.

## История
В своём дневнике Фаустина Ковальская описывала видения Иисуса Христа и ангела Божия, явленные ей. В частности 13 ноября 1935 года она писала:
Я увидела Ангела гнева Божьего... Тогда я начала молиться словами, услышанными внутри. Предвечный Отче, жертвую Тебе Тело и Кровь, Душу и Божество Возлюбленного Сына Твоего, Господа нашего Иисуса Христа во отпущение грехов наших и всего мира; ради Его Страданий будь милосерден к нам и ко всему миру
Культ Божьего Милосердия, связанный с видениями св. Фаустины, начал распространяться в католическом мире в 40 - 50-х годах XX века. Святой Престол поначалу не одобрял этот культ, однако после начала процесса беатификации Фаустины Ковальской в 1971 году снял запрет на использование иконы «Иисус, уповаю на Тебя» и на использование венчика Милосердию Божию в личной молитвенной практике и во внелитургических богослужениях. Особую популярность венчик обрёл после канонизации св. Фаустины и установления Папой Иоанном Павлом II праздника Божьего Милосердия в первое воскресенье после Пасхи.

## Порядок чтения[2]

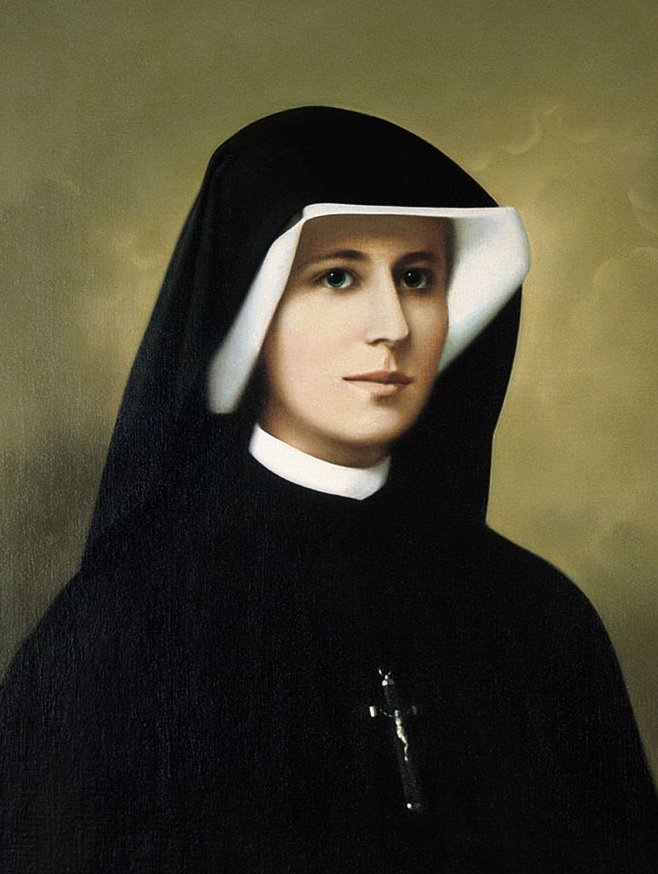
Святая Фаустина Ковальская

- Сначала читается вступительная молитва венчика — молитва в час Милосердия Божия: "О, кровь и Вода, истекшие из Сердца Иисуса — источник милосердия для нас; уповаю на Тебя. Иисус, на Тебя уповаю."
- Затем совершается крестное знамение и читается последовательно «Отче наш», «Радуйся, Мария» и Апостольский Символ веры.
- На больших бусинах произносится:

Предвечный Отче, приношу Тебе Тело и Кровь, Душу и Божество Возлюбленного Сына Твоего, Господа нашего Иисуса Христа, ради прощения грехов наших и всего мира.
- На малых бусинах:

Ради Его Страданий — будь милосерден к нам и ко всему миру.
- В завершение: "Святый Боже, Святый Крепкий, Святый Бессмертный, — помилуй нас и весь мир." (3 раза). "Во имя Отца и Сына и Святого Духа. Аминь."